# Stakeholder
Stakeholder (em português, parte interessada ou interveniente), é um dos termos utilizados em diversas áreas como gestão de projetos, comunicação social (Relações Públicas) administração e arquitetura de software referente às partes interessadas que devem estar de acordo com as práticas de governança corporativa executadas pela empresa. Conforme definido em seu primeiro uso em um memorando interno de 1963 no Stanford Research Institute, um stakeholder é um membro dos "grupos sem cujo apoio a organização deixaria de existir". O termo foi ampliado pelo filósofo Robert Edward Freeman em 1980. Segundo ele, os stakeholders são elementos essenciais ao planejamento estratégico de negócios.
De maneira mais ampla, compreende todos os envolvidos em um processo, que pode ser de caráter temporário (como um projeto) ou duradouro (como o negócio de uma empresa ou a missão de uma organização ).
Nas últimas décadas do Século XX, a palavra "stakeholder" tornou-se mais comumente usada para significar uma pessoa ou organização que tem interesse legítimo em um projeto ou entidade. Ao discutir o processo de tomada de decisão para instituições - incluindo grandes corporações de negócios, agências governamentais e organizações sem fins lucrativos - o conceito foi ampliado para incluir todos que têm interesse (ou "participação") naquilo que a entidade faz.

## Importância
O sucesso de qualquer empreendimento depende da participação de suas partes interessadas e por isso é necessário assegurar que suas expectativas e necessidades sejam conhecidas e consideradas pelos gestores. De modo geral, essas expectativas envolvem satisfação de necessidades, compensação financeira e comportamento ético. Cada interveniente ou grupo de intervenientes pode possuir um determinado tipo de interesse no processo. O envolvimento de todos os intervenientes não maximiza obrigatoriamente o processo, mas permite achar um equilíbrio de forças e minimizar riscos e impactos negativos na execução desse processo.
Outro ponto essencial, muitas vezes negligenciado na gestão de escopo de um projeto, é saber identificar todas as partes interessadas no projeto. Os usuários diretos ou o setor que se beneficiará com a implementação do projeto são facilmente identificáveis, porém aquelas partes interessadas que não estão diretamente ligadas ao projeto nem à formulação de requisitos são bem mais difíceis de ser identificadas. Com frequência, o problema é que são justamente esses "interessados" indiretos que costumam causar os maiores transtornos aos cronogramas e às especificações dos projetos. Tais interessados indiretos podem ser pessoas ou entidades externas à empresa, como sindicatos, entidades de classe, órgãos governamentais ou reguladores. Ignorar o poder de influência de entidades de classes ou as exigências legais inerentes ao ambiente ou mercado em que o sistema vai operar pode causar uma infinidade de problemas com retrabalho e ampliação de escopo.
Uma organização que pretende ter uma existência estável e duradoura deve atender simultaneamente as necessidades de todas as suas partes interessadas. Para fazer isso ela precisa "gerar valor", isto é, a aplicação dos recursos usados deve gerar um benefício maior do que seu custo total.

## Exemplos de Stakeholders
Alguns exemplos possíveis de stakeholders de uma empresa são:
| Stakeholders                            | Preocupações do Stakeholder |
| --------------------------------------- | --- |
| Governos (municipal, estadual, federal) | Tributação, IVA, legislação, emprego, relatórios verdadeiros, legalidades, externalidades ...                                                     |
| Empregados                              | taxas de remuneração, segurança no emprego, remuneração, respeito, comunicação sincera, valorização, reconhecimento.                              |
| Clientes                                | Valor, qualidade, atendimento, produtos éticos.                                                                                                   |
| Fornecedores                            | fornecedores de produtos e serviços utilizados no produto final para o cliente, oportunidades de negócios equitativas.                            |
| Credores                                | Pontuação de crédito, novos contratos, liquidez.                                                                                                  |
| Comunidade                              | Geração de Empregos, envolvimento, proteção ambiental, ações, comunicação verdadeira.                                                             |
| Sindicatos                              | Qualidade, proteção dos trabalhadores, empregos.                                                                                                  |
| Proprietário(s)                         | rentabilidade, longevidade, participação de mercado, posição de mercado, planejamento sucessório, aumento de capital, crescimento, metas sociais. |
| Acionistas                              | Rentabilidade das ações, participação nos lucros                                                                                                  |
| Investidores                            | retorno dos investimento, renda. |

Outros stakeholders:
- Investidores
- Associações empresariais, revolucionais ou profissionais
- Comunidades onde a empresa tem operações: associações de vizinhos
- Grupos Normativos
- ONGs
- Concorrentes
- Imprensa
- consumidores

(1) fonte: site IBGC

## Classificação dos Stakeholders
Qualquer ação tomada por qualquer organização ou grupo pode afetar as pessoas vinculadas a elas no setor privado. Por exemplo, pais, filhos, clientes, proprietários, funcionários, associados, parceiros, contratados e fornecedores, pessoas relacionadas ou localizadas nas proximidades.
- Stakeholders Primários (também conhecido como Principais) - geralmente os internos à organização, ou seja, que estão ligados diretamente ao negócio. São aquelas que se envolvem em transações econômicas com o negócio (por exemplo, acionistas, clientes, fornecedores, credores e funcionários).

- Stakeholders Secundários - geralmente os externos. São aqueles que - embora não se envolvam em trocas econômicas diretas com o negócio - são afetados por ou podem afetar suas ações (por exemplo, o público em geral, comunidades, grupos ativistas, grupos de apoio às empresas e meios de comunicação).

- Stakeholders Excluídos - como crianças ou o público desinteressado, originalmente por não terem impacto econômico nos negócios. Agora, como o conceito assume uma perspectiva antropocêntrica, enquanto alguns grupos, como o público em geral, podem ser reconhecidos como stakeholders, outros permanecem excluídos. Tal perspectiva não dá às plantas, aos animais ou mesmo à geologia uma voz como atores, mas apenas um valor instrumental em relação a grupos ou indivíduos humanos.

A definição de responsabilidades corporativas através de uma classificação de stakeholders a considerar foi criticada por criar uma falsa dicotomia entre o "modelo de acionistas" e o "modelo de stakeholders" ou uma falsa analogia das obrigações para com os acionistas e outros stakeholders.

## Tipos de Stakeholders
MITCHEL, AGLE e WOOD, no livro “Toward a Theory of Stakeholder: Identification and Salience” (1997) sugerem que a interferência dos stakeholders em uma organização se dá por mediação de três atributos: poder, legitimidade e urgência. A combinação desses atributos gera sete tipos diferentes de stakeholders, a saber:
- Stakeholder Adormecido: É aquele que, na organização, possui poder para impor alguma decisão, mas há pouca interação, pois o seu poder não tem legitimidade ou urgência.

- Stakeholder Arbitrário: Não possui urgência, apesar de ter legitimidade. Além disso, não tem poder de influenciar a organização. São mais receptivos e envolvidos com a responsabilidade social corporativa.

- Stakeholder Reivindicador: É aquele que não possui poder ou legitimidade. Conseqüentemente, não devem atrapalhar a organização. É necessário monitorá-lo, pois tem potencial para obter outro atributo.

- Stakeholder Dominante: É aquele que espera e recebe muita atenção na organização. Influencia a empresa, pois tem poder e legitimidade.

- Stakeholder Perigoso: É aquele que não possui poder, urgência e legitimidade. Contudo é possivelmente violento e coercitivo, resultando em um perigo.

- Stakeholder Dependente: É aquele que depende do poder de outro stakeholder. Mesmo tendo alegações legítimas e urgentes, suas reivindicações somente serão levadas em consideração quando outro apresentar ou defender.

- Stakeholder Definitivo: É aquele que tem poder e legitimidade. Os gestores devem dar prioridade e atenção imediata quando o stakeholder definitivo alegar urgência.

## Classes de Stakeholders
Segundo classificação de Savage et al. (1991), existem quatro classes de stakeholders, que são:
- Stakeholders Dispostos a apoiar – possuem baixo potencial em ameaçar e alto potencial em cooperar.

- Stakeholders Marginais – não são nem altamente ameaçadores, nem especialmente cooperadores.

- Stakeholders Indispostos a cooperar – possuem alto potencial de ameaça, mas baixo potencial em cooperação.

- Stakeholders Ambíguos – têm alto potencial em ameaçar, assim como em cooperar.